# Marcipa callaxantha
Marcipa callaxantha är en fjärilsart som beskrevs av Sir George Hamilton Kenrick 1917. Marcipa callaxantha ingår i släktet Marcipa och familjen nattflyn. Inga underarter finns listade i Catalogue of Life.